# کریستینا صوایا
کریستینا صوایا (عربی: كريستينا صوايا؛ زادهٔ ۱۶ اوت ۱۹۸۰) بازیگر، مدل و ملکه زیبایی اهل لبنان است. او به نمایندگی از لبنان در مراسم دوشیزه دنیا ۲۰۰۱ شرکت کرد ولی مقامی کسب نکرد. او همچنین در مراسم دوشیزه بین‌الملل ۲۰۰۲ شرکت کرد و برنده شد. 

## زندگی شخصی
در ۱۵ نوامبر ۲۰۰۳، صوایا در بیروت با تونی بارود ازدواج کرد. بارود عضو سابق تیم ملی بسکتبال لبنان و اکنون مفسر ورزشی و سرگرم‌کننده تلویزیون با صدا و سیمای لبنان است. تونی همچنین میزبان مسابقه میس لبنان در سال ۲۰۰۷ بود.
- این زوج در سال ۲۰۱۵ طلاق گرفتند.